# Jackson Avery
Jackson Avery, M.D., F.A.C.S é um personagem fictício da série de televisão de drama médico Grey's Anatomy, que vai ao ar na ABC nos Estados Unidos. O personagem foi criado pela produtora da série, Shonda Rhimes, e é interpretado por Jesse Williams. Ele foi apresentado na sexta temporada, como um residente cirúrgico anteriormente do Mercy West Medical Center, quando se fundiu com o Seattle Grace Hospital.
Williams apareceu inicialmente como um membro recorrente do elenco, e mais tarde foi promovido a um membro regular na sétima temporada. O enredo principal do personagem envolve Jackson tentando alcançar o sucesso por conta própria, em vez de usar o casaco da alta reputação de seu avô cirurgião.

## História
Jackson Avery é neto de Harper Avery, um dos cirurgiões mais famosos do país e homônimo do prestigioso Prêmio Harper Avery.  O jovem Avery cresceu ouvindo na mesa de jantar de seu avô a nobreza de ser cirurgião, o que o inspirou a seguir essa carreira. Seu pai "correu para Deus sabe onde, porque ele não suportava a pressão de ser um Avery", e sua mãe Catherine o criou sozinho. Ele diz que em sua família, ele foi identificado como "apenas o bonito" e eles nunca o pressionaram academicamente, então ele se esforçou. Jackson é inicialmente um residente cirúrgico no Mercy West Hospital. Juntamente com April Kepner (Sarah Drew), Reed Adamson (Nora Zehetner) e Charles Percy (Robert Baker), ele se junta à equipe do Seattle Grace Mercy West após a fusão das instituições. Seu avô Harper Avery é afiliado a Harvard e precisa ser tratado no hospital;  durante esse período, ele tenta convencer seu neto a se transferir para o Massachusetts General Hospital, que ele pode providenciar, mas o jovem Avery se recusa.
Após um tiroteio em massa no Seattle Grace Mercy West, no qual 11 pessoas são mortas, Avery sofre de TEPT. Para maior conforto, ele e Kepner ocupam quartos na casa grande da colega residente Meredith Grey (Ellen Pompeo). Também moram o marido, Derek Shepherd (Patrick Dempsey), o residente Alex Karev e a interna Lexie Grey (Chyler Leigh), sua meia-irmã. Por algum tempo, Avery sofre por causa da morte de seu amigo Percy no tiroteio e por ter auxiliado em uma cirurgia em Shepherd enquanto estava sendo ameaçado com uma arma por parte do atirador. A sétima temporada mostra o interesse emergente de Avery pela irmã de Meredith, Lexie, e eles iniciam um relacionamento. Avery também começa a trabalhar com o chefe de cirurgia plástica Mark Sloan (Eric Dane), que já havia tido um relacionamento com Lexie. Ela fica desconcertada com os dois homens trabalhando juntos e, quando mais tarde mostra que ainda tem sentimentos por Sloan, Avery termina com ela.
Quando o final do quinto ano de residência está próximo, os residentes cirúrgicos, incluindo Avery, se preparam para as certificações do conselho, enquanto se preparam para as bolsas de estudo. Na noite anterior ao exame, Jackson e April Kepner têm relações sexuais. No entanto, Kepner é virgem e lamenta ter quebrado sua promessa a Jesus de permanecer virgem até o casamento, os dois fazem sexo novamente durante o período dos exames. Durante o exame, Avery é apoiado por sua mãe Catherine (Debbie Allen), que por acaso é testadora nos exames.
Jackson, Meredith, Cristina e Alex acabam sendo aprovados, enquanto April falha. Embora Avery tenha verdadeiros sentimentos por ela, ela o afasta porque acredita que ele se sente culpado por fazer sexo com ela. No final da oitava temporada, Avery revela a April que está assumindo a posição no Tulane Medical Center, apesar de sentir-se mal por deixar Seattle Grace Mercy West e ela para trás. Como celebração da conclusão de suas residências, o ex-chefe de cirurgia Richard Webber (James Pickens, Jr.) organiza seu jantar anual para eles. A oitava temporada termina com Avery, Karev, Kepner e Webber esperando por Meredith e Yang. Eles são vítimas de um acidente de aviação no qual Lexie Grey e eventualmente Mark Sloan morrem devido a seus ferimentos.
Após o acidente, Avery permanece no Seattle Grace e continua seu trabalho em cirurgia plástica. Ele e Kepner continuam um relacionamento sexual, apesar de April estar inquieta e acredita que ela está grávida. Quando ela conta para Avery, ele propõe casamento e ela aceita, antecipando um casamento feliz. Mas a gravidez é falsa e o casal termina antes de anunciar o noivado com a equipe. Como um meio de evitar um ao outro, os dois médicos decidem trazer uma parceiro para o casamento da Dra. Miranda Bailey, ambos internos.
Após o casamento, Avery faz sexo em seu carro com sua namorada, a interna Stephanie Edwards (Jerrika Hinton). Pouco depois, ele conta a Kepner sobre o incidente, e ela agradece por sua honestidade. É sugerido que Avery ainda ama Kepner quando ela se vira para ele em busca de conselhos sobre namoro e ele mostra ciúmes. Eles restabelecem uma amizade. Quando o hospital enfrenta uma crise financeira, a mãe de Avery, Catherine, concorda em investir no hospital através da fundação Harper Avery; mas ela insiste que Avery seja nomeado presidente. O conselho (por sugestão de Avery) mais tarde renomeia o hospital como Grey Sloan Memorial Hospital. Kepner fica noiva de Matthew, mas no casamento deles, Avery se levanta para professar seu amor por ela.
Kepner escolhe Avery, e eles acabam com o casamento dela com Matthew. Quando Kepner lamenta sua decisão, Avery propõe casamento (novamente) a ela e eles fogem. Eles mantêm o casamento em segredo do restante da equipe do hospital, devido a uma nova regra que restringe as relações entre a equipe. A ex-namorada de Avery, Stephanie, se sente especialmente traída por causa de como ele a deixou. Catherine Avery não está feliz com a fuga do filho com Kepner, pois ele não fez um acordo pré-nupcial para proteger a fortuna da família Avery. Eles fazem as pazes depois que Kepner assina tal acordo.
Jackson e April logo enfrentam dificuldades quando percebem que têm opiniões diferentes sobre a maneira como seus filhos devem ser criados com relação à religião. Logo após a briga, April percebe que está grávida. O bebê de April e Jackson é diagnosticado durante a gravidez com Osteogênese Imperfeita tipo 2, e eles descobrem que o bebê não sobreviverá por muito tempo após o nascimento. Jackson acredita que a rescisão da gravidez é a melhor opção; no entanto, April prefere dar à luz o bebê, sabendo que ele não viverá por muito tempo. Eles agendam uma indução para o dia seguinte e, no início da consulta, são convidados a assinar a certidão de óbito do bebê, o que é muito difícil para o casal suportar. April não assina os papéis e volta ao trabalho no mesmo dia rezando por um milagre, enquanto no trabalho ela tem um coração com uma senhora que perdeu a noiva na noite anterior. Eles decidem dar à luz ao bebê por indução às 24 semanas de gestação, sendo batizado logo em seguida. Ela dá à luz Samuel Norbert Avery e ele falece logo após o nascimento.
No final da temporada 11, Kepner diz a Avery que ela está indo com Owen Hunt para atuar como cirurgiões de trauma no Exército; segundo ela, isso a ajudará a sofrer pelo filho deles. Avery a deixa ir e se pergunta como ele pode lidar com sua própria dor. Após discussões por telefone via Facetime, Kepner diz a Avery que ela está estendendo seu tempo de serviço. O som de tiros e explosões é ouvido no acampamento base de April, deixando-a rapidamente encerrar a ligação. No dia dos namorados, Kepner retorna ao hospital, onde ela e Avery se abraçam no saguão.
Na temporada 12, o casamento deles começa a desmoronar e eles se afastam. Chega o momento que eles pedem um divórcio civil. Após o divórcio, Kepner revela que está grávida do filho de Avery.
Na temporada 14, April retoma seu relacionamento com seu ex-noivo, Matthew, e no final da temporada eles se casam, no mesmo dia em que Jo Wilson e Alex Karev. Jackson começa um relacionamento com a meia-irmã de Meredith, Maggie Pierce.
Na temporada 15 o relacionamento de Avery com Pierce é explorado. Maggie e Jackson começaram a desenvolver sentimentos românticos um pelo outro durante o tratamento de câncer de mama de Diane, mãe de Maggie, no Grey Sloan. Os dois desenvolveram uma amizade mais forte após a morte dela. Diane deixou fotos com Jackson para que ele entregasse para Maggie. Antes do relacionamento deles começarem, April disse a Maggie que Jackson tinha sentimentos por ela. Maggie mais tarde confrontou Jackson, chamando essas insinuações de "tolas". Mas logo depois, Jackson e Maggie começaram a se aproximar.
Mais tarde, Maggie recusa uma oferta de ir beber com Jackson pois, segundo ela, isso era complicado, uma vez que a mãe de Jackson, Catherine, e seu pai biológico, Richard, são casados. No entanto, depois que Maggie descobre que seu então namorado, Clive, é casado, Jackson termina seu encontro com uma garota e vai atrás de Maggie, incapaz de negar seus sentimentos por ela. Jackson vai à casa de Meredith para confessar sua atração por Maggie e os dois compartilharam seu primeiro beijo, iniciando enfim um relacionamento.
Depois de um tempo, o relacionamento deles começou a desmoronar por diversas razões e começaram várias brigas pois, um não aceita o outro da maneira que são. Jackson chega a demonstrar que ainda ama April e que agora ele entende a fé dela. O namoro deles é posto ao extremo quando eles saem para acampar e diversas coisas não agradam Maggie.
Logo no início da décima sexta temporada eles terminam e Maggie diz que ele nunca gostou dela.
Não passado muito tempo, Jackson inicia um relacionamento com uma bombeira da Estação 19, Victoria.
No 17° episódio da (16.ª temporada)|décima sexta temporada] Jackson e Victoria decidem se separar pois estão tendo várias discussões.
Jackson (Jesse Williams) vai atrás de April (Sarah Drew) no episódio 17×14 e assim que a vê, passa um filme em sua mente com todos os bons (e insanos) momentos que viveram quando estavam juntos.
Ao final da 18° temporada Jackson e April aparecem juntos como casal

## Desenvolvimento

### Castinge criação
Em fevereiro de 2009, Michael Ausiello sugeriu a possibilidade da personagem central, Meredith Grey (Ellen Pompeo), ter outro irmão. A série lançou um pedido de elenco para um ator que poderia passar como birracial; o pedido foi adiado até a sexta temporada. O casting de Williams foi anunciado no final de agosto de 2009. Embora seu nome não seja mencionado, o arco do personagem deveria durar vários episódios. Williams descreveu sua audição como um "processo simples". Ele recebeu as informações em seu aniversário, 5 de agosto, e foi fazer a leitura do papel no dia seguinte, apesar de não saber para que parte havia feito o teste. Williams soube que conseguiu o emprego uma semana depois. No final de 2009, um pedido de elenco para uma jovem Ellis Grey (Kate Burton) e um jovem Richard Webber (James Pickens, Jr.), que apareceriam em flashbacks, alimentaram rumores de que Avery poderia ser o meio-irmão de Meredith. Mais tarde, Williams abateu o boato, dizendo que Meredith teria notado se sua mãe estivesse grávida. Matt Webb Mitovich observou a ausência de Williams nas séries "Seattle Grace: On Call" como um sinal de grandes planos para o personagem.
No episódio "Perfect Little Accident", que estreou em 4 de março de 2010, Avery é revelado como o neto do lendário Harper Avery (Chelcie Ross). Shonda Rhimes sugeriu a possibilidade de Williams e sua co-estrela Sarah Drew se tornarem regulares da série em seu blog sobre o final da temporada em maio de 2010. A promoção de Williams acabou sendo confirmada em junho de 2010.

### Caracterização
O perfil do personagem no site oficial da ABC descreve Avery como "trabalhador, motivado, observador" e "ansioso". No entanto, às vezes, Avery pode ser muito confiante e "excessivamente competitivo" e muito "teimoso". Ele tem o hábito de provocar seus colegas de trabalho. Williams revelou ao Essence.com que seu personagem é muito "ambicioso. Ele não toma partido nem lida com nenhum drama. Ele está lá para trabalhar e não se envolver realmente com a mesquinharia". Ele descreve o personagem como muito mais "descuidado" e ousado. Matt Webb Mitovitch descreveu Jackson como tendo um "senso de direito", enquanto Williams descreveu o comportamento de Jackson como "arrogância". Como seu ambiente de trabalho é extremamente competitivo, Avery age como se pertencesse e se recusa a adivinhar a si mesmo. Ao chegar ao Seattle Grace, ele é "um tipo de cirurgião esperto". Ele sente que é um "invasor" no novo time e "ele decide lidar com isso meio agressivamente e não se esquiva e mostra sua personalidade. Ele é muito confiante e gosta de dizer o que está pensando". Williams também disse: "Jackson é mais um lobo solitário. Ele não é realmente construído para procurar apoio e um ombro para chorar". "Ele está sempre tentando fazer isso sozinho. Jackson não quer viver de seu legado e seu sobrenome, o que também entra em conflito com ele querer estar perto de sua mãe."

### Relacionamentos
Jackson confronta imediatamente com Cristina Yang devido a sua natureza competitiva.  A tensão imediata entre a dupla leva à especulação sobre um possível romance. Yang e Avery competem pelos mesmos casos e, no episódio "Invista no Amor", pela primeira vez, Jackson testemunha Cristina se encarregando de uma situação e ele a admira; ele olha para ela de forma diferente. Em uma festa, quando Jackson está um pouco bêbado, ele se abre sobre o quão atraente ele encontra Cristina e a beija. Jackson não tem conhecimento do relacionamento de Yang com Owen Hunt (Kevin McKidd), então a atração é natural. Williams não se preocupa com os fãs do casal odiando seu personagem, porque ele entende que os fãs não devem gostar dos "Mercy Westers"; Jackson está no campo inimigo e "tem que se esforçar". Williams disse que o beijo foi "um crime de paixão bastante relacionado". O beijo não tem efeitos imediatos no romance de Owen e Cristina e permanece secreto. Jackson e Cristina desenvolvem um tipo de entendimento mútuo, pois tendem a se pressionar para melhorar.
Falando sobre o relacionamento passado de Jackson com Lexie Grey, Williams disse: "Ele tentou ser seguro e sábio e não lidar com garotas, na verdade, quando se concentrou na transição do Mercy West, para o Seattle Grace. Ele manteve a cabeça baixa, fez o trabalho e não se envolveu com enfermeiras ou algo do tipo. Mas ele não conseguiu se conter com Lexie; ele realmente se apaixonou por ela. Ele se tornou vulnerável provavelmente à pessoa menos disponível no hospital, porque ele sabia que ela tinha um relacionamento de longa data com Mark. Ele sabia que não deveria seguir nessa direção, mas foi contra o seu melhor julgamento e se queimou por isso." "Eles são um tipo de otários por amor, [...] ambos são apanhados em seu próprio momento [...] ele tem tudo a ver com o trabalho e a pressão do avô, mas depois é atropelado por esse relacionamento platônico. Avery simplesmente não pode se ajudar com Lexie."
No final da oitava temporada, a amizade de April e Jackson evoluiu para um relacionamento íntimo: "Eu pensei que eles seriam capazes de seguir a linha de permanecer no lado da amizade das coisas. O que eles têm é realmente único e orgânico no mundo de Grey’s Anatomy – dois gêneros em uma relação/amizade completamente platônica, saudável, agradável e produtiva. Quem pode dizer que isso tem que acabar?" Na nona temporada, Jackson iniciou um relacionamento com a interna Stephanie Edwards. Williams deu sua visão: "Esse é um relacionamento divertido, leve e sem restrições. Ela é doce. Ela é engraçada. Eles não se atolam com essas grandes noções um do outra.
Mais tarde, Jackson declara seu amor por April em seu casamento com o paramédico Matthew. Eles se casam e têm um filho juntos, mas ele morre logo após o nascimento. Atormentado e procurando um objetivo, April se vira para o exército e sai em serviço com Owen, deixando Jackson no Grey-Sloan Memorial. Depois de estender sua licença várias vezes, Jackson dá a April um ultimato que, se ela não voltar imediatamente para Seattle, o relacionamento deles terminará. April não retorna imediatamente e, quando finalmente ela volta, Jackson sente que April não respeita suas necessidades no relacionamento, principalmente depois de perder um filho. Os dois tentam fazer o casamento funcionar, mas acabam chegando à decisão de terminá-lo. April descobre que está grávida no dia do processo de divórcio, mas não a divulga até depois da assinatura dos papéis.  Na décima quarta temporada, Jackson começa um relacionamento com Maggie Pierce.

## Recepção
Margaret Lyons do Entertainment Weekly escreveu que a adição do personagem de Avery ao programa foi uma das 10 razões pelas quais ela ama Grey's Anatomy novamente: "O Dr. Avery não estava muito certo como parte do elenco quando Jesse Williams se juntou ao elenco pela primeira vez. Mas agora? Oh mamãe. Ele é paquerador - com defeito - mas também é um cara decente, e o programa precisava de um personagem masculino sério." Seu bromance com o mentor Mark Sloan foi recebido positivamente. Janalen Samson do BuddyTV comentou: "essas cenas com Jesse Williams estão provando ser jóias. Eu amo um bom bromance e esses dois atores estão trazendo o amor e o engraçado em espadas. O relacionamento foi incluído nos 25 principais bromances da Zap2it de 2012. Revendo a primeira parte da nona temporada, Lyons disse: "A mãe de Avery é mais interessante do que ele". Ele foi listado nos "10 médicos mais quentes do sexo masculino da TV pela Wetpaint".